# Antônio I de Constantinopla

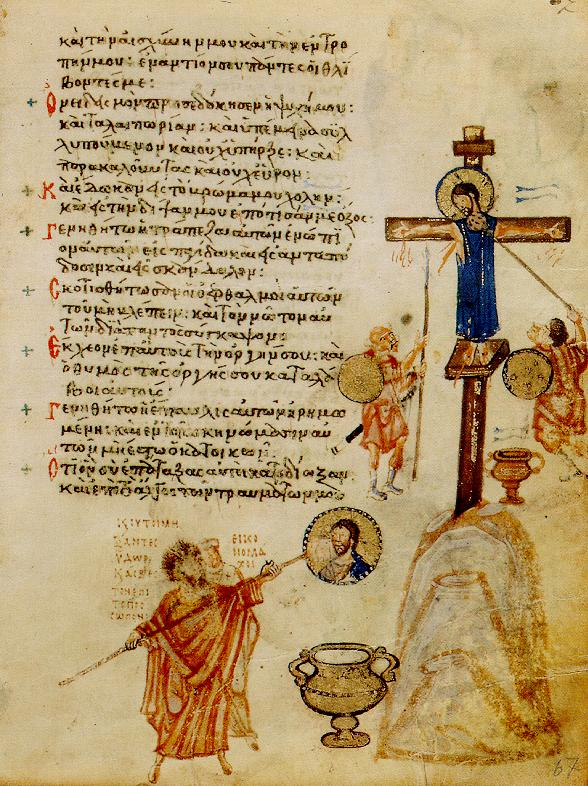
Esta página, do iconódulo Saltério de Chludov, ilustra o texto "Eles me deram bile para comer; e quando eu estava sedento, me deram vinagre para beber" com uma imagem de um soldado oferecendo vinagre a Cristo numa esponja colocada na ponta de uma vara. Abaixo, à esquerda, está uma imagem do último patriarca iconoclasta de Constantinopla, João Gramático, juntamente com Antônio I, esfregando uma pintura de Cristo também com uma esponja na ponta de uma vara

Antônio I Kassymatas (Αντώνιος Α΄ Κασσυματάς) foi o patriarca de Constantinopla entre janeiro de 831 e janeiro de 837

## Biografia
Nascido em Syllaion, no sul da Anatólia, Antônio teve uma formação sem destaque, mas teve boa educação e se tornou um advogado em Constantinopla por volta de 800. Ele posteriormente se tornou um monge, chegando até a posição de abade. Em 814, ele já tinha se tornado bispo de Syllaion. Embora Antônio tenha sido originalmente um iconódulo, ele se tornou um iconoclasta em 815, quando o imperador bizantino Leão V, o Armênio reinstituiu o iconoclasma. Acredita-se que entre as razões para a mudança de opinião estava seu desejo de conseguir se tornar o patriarcado. O imperador o apontou como membro do comitê liderado pelo futuro patriarca João Gramático e que tinha por objetivo encontrar argumentos na literatura patrística para apoiar a iconoclastia. 
Em 821, o novo imperador Miguel II, o Amoriano finalmente realizou o desejo de Antônio, apontando-o como patriarca, para o descontentamento dos estuditas, que desejavam a volta da iconodulia. Quando o patriarca de Antioquia coroou Tomás, o Eslavo como um imperador rival, Antônio o excomungou em 822. Os historiadores iconódulos relatam que Antônio foi afligido por uma doença degenerativa como um castigo divino pela sua participação nos concílios iconoclastas. 
O patriarca morreu jovem, em 837, e foi posteriormente anatemizado na synodika ortodoxa.